# Рипа Театина
Рѝпа Театѝна (на италиански: Ripa Teatina, на местен диалект la Rìpë, ла Рипъ) е малко градче и община в Южна Италия, провинция Киети, регион Абруцо. Разположен е на 199 m надморска височина. Населението на общината е 4130 души (към 2014 г.).